# Hematosis

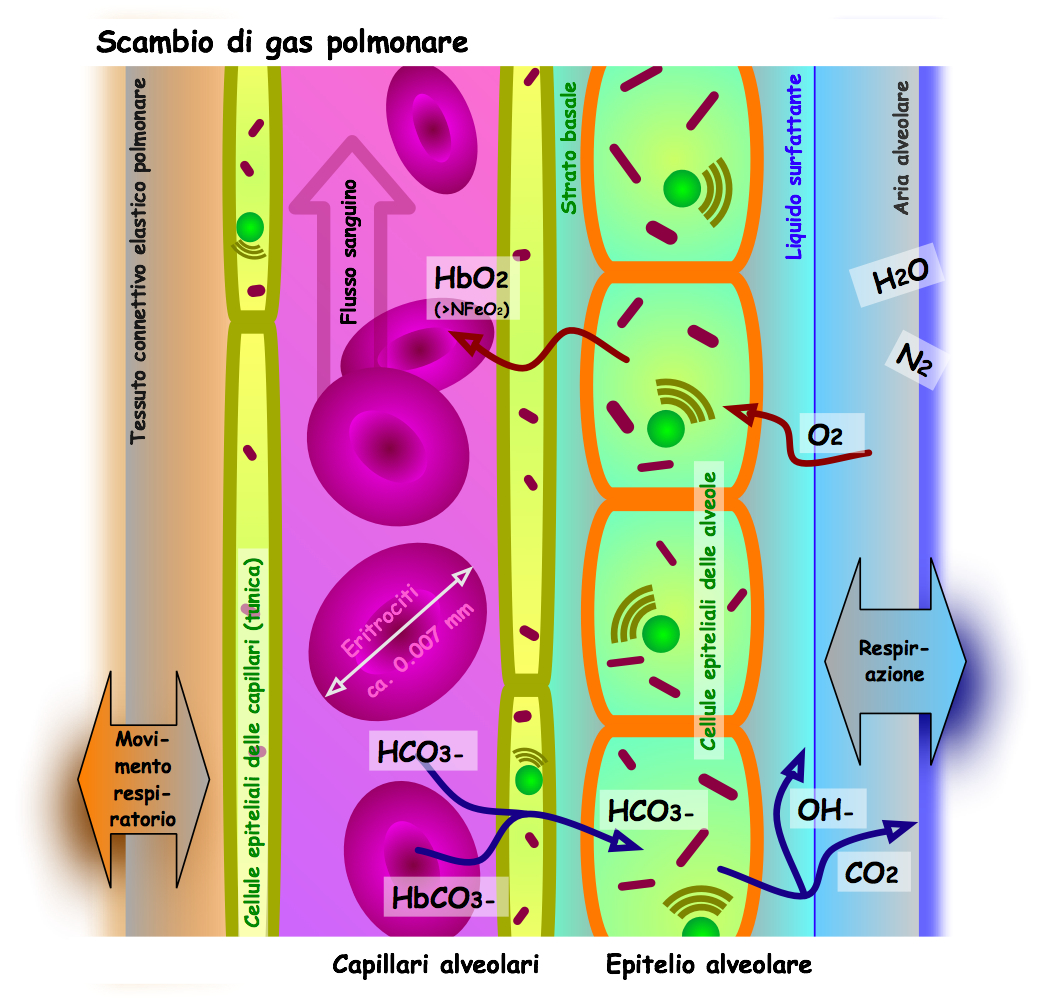
Diagrama de la hematosis en la respiración pulmonar.

La hematosis (del griego αἱμάτωσις [aimátosis], ‘cambio en sangre’) es el proceso de intercambio gaseoso entre el ambiente exterior y la sangre de un animal, cuya finalidad es la fijación de oxígeno (O2) y la eliminación de dióxido de carbono (CO2) durante la respiración. En todos los organismos se produce por difusión simple, es decir, a favor del gradiente de presión parcial y sin gasto energético. Por ello la presión parcial del oxígeno en el ambiente exterior es determinante en el proceso, y el organismo responde de diversas maneras a las variaciones de esta magnitud.

## Clasificación

### Cutánea
Los organismos más pequeños, de mejor relación superficie exterior/volumen, y de metabolismo poco activo, como los gusanos cilíndricos, pueden sobrevivir sin estructuras anatómicas específicas para la hematosis, empleando simplemente la superficie exterior de su cuerpo para efectuar el intercambio gaseoso.
Otros organismos mayores y más activos, como los anfibios, emplean el intercambio cutáneo como hematosis complementaria de la branquial o pulmonar.

### Tubos traqueales
En los insectos y otros artrópodos terrestres, animales pequeños, pero de metabolismo más activo, la superficie exterior no es suficiente, y la hematosis se lleva a cabo en el extremo de finos tubos traqueales que conectan el exterior con los tejidos del animal, ramificándose por el interior de su cuerpo. Este mecanismo de respiración impone a estos animales una estricta limitación de su tamaño, pues no resulta eficaz en organismos demasiado grandes.

### Branquial
En los peces (branquias internas) y en el resto de los animales acuáticos con branquias (moluscos, anélidos, renacuajos de anfibios) la hematosis se realiza en las laminillas de los filamentos branquiales. El oxígeno que intercambian estos animales no es el que compone la molécula de agua, sino oxígeno en disolución acuosa.
La hematosis branquial es mucho más eficaz que la pulmonar, lo que compensa la baja concentración de oxígeno disuelto en el agua, en comparación con el 21 % de oxígeno en la atmósfera. En los vasos sanguíneos de las branquias de los peces, la sangre circula en sentido contrario al del agua que el animal bombea entre las branquias, lo que mejora aún más la eficacia de la hematosis.

### Pulmonar

El intercambio de gases es la provisión de oxígeno de los pulmones al torrente sanguíneo y la eliminación del dióxido de carbono (CO_{2}) del torrente sanguíneo a los pulmones

El intercambio de gases es la provisión de oxígeno de los pulmones al torrente sanguíneo y la eliminación del dióxido de carbono (CO2) del torrente sanguíneo a los pulmones. Esto tiene lugar en los alvéolos y una pequeña red de vasos sanguíneos llamados capilares, los cuales se encuentran en las paredes de los alvéolos.
En los mamíferos la hematosis se produce en la barrera alvéolo-capilar, y en el resto de los animales pulmonados en sus estructuras equivalentes (sacos pulmonares en gasterópodos, peces pulmonados y urodelos; faveolos en los anuros; septos en los reptiles y parabronquios en las aves).
El oxígeno inspirado fluye de los alvéolos o estructuras equivalentes en que se encuentra en alta presión parcial a la sangre desoxigenada y de baja presión parcial para ser llevado a las células, que lo necesitan para obtener energía (respiración celular aeróbica). Por otra parte, el CO2 se obtiene como desecho del metabolismo celular y se concentra en el plasma sanguíneo en forma de bicarbonato (HCO3-) hasta llegar a los pulmones, donde se difunde en sentido contrario a los alvéolos o estructuras equivalentes para ser eliminado mediante la exhalación.
La efectividad de la hematosis está fuertemente ligada también a lo que se conoce como relación ventilación perfusión, esto es la relación entre el volumen de aire que circula por los pulmones y la cantidad de sangre que circula por los capilares pulmonares. Esta relación se altera en determinadas enfermedades y también por los cambios de posición corporal, lo cual explica por qué algunas enfermedades respiratorias se agravan al colocar al paciente en decúbito supino (recostado sobre la espalda) y mejoran al colocar al paciente en posición sentado.